# Leuconotopicus borealis
El pico de Florida o carpintero de cresta roja (Leuconotopicus borealis) es una especie de ave piciforme de la familia Picidae que habita en América del Norte.

## Descripción

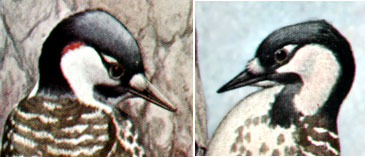
Detalle de la cabeza

Es una especie de tamaño pequeño a mediano, un tamaño intermedio entre los dos pájaros carpinteros del género Picoides más extendidos en América del Norte (Picoides pubescens y Picoides villosus). Mide alrededor de 18 a 23 cm de longitud, las alas tienen de 34 a 41 cm de envergadura y pesa de 40 a 56 g. Entre las medidas estándar, la cuerda alar mide de 9,5 a 12,6 cm, la cola de 7 a 8,2 cm, el pico de 1,9 a 2,3 cm y el tarso de 1,8 a 2,2 cm. 
Tiene la espalda barrada con rayas horizontales blancas y negras. La característica más distintiva es una capucha y la nuca de color negro que rodean grandes manchas blancas en las mejillas. Rara vez visible, excepto tal vez durante la temporada de cría y durante la defensa de su territorio, el macho tiene una pequeña raya roja en cada lado de su capucha negra llamada cresta.

## Comportamiento
El pico de Florida se alimenta principalmente de hormigas, escarabajos, cucarachas, orugas, insectos de la madera, arañas y ocasionalmente, de frutas y bayas.
Son aves territoriales, no migratorias que practican la cría cooperativa, teniendo con frecuencia el mismo compañero durante varios años. La temporada de anidación comienza de abril a junio. La hembra reproductora pone de tres a cuatro huevos en una cavidad. Los miembros del grupo incuban los pequeños huevos blancos de 10 a 13 días. Una vez nacidas, las crías permanecen en el nido durante unos 26 a 29 días. Al crecer, los jóvenes a menudo permanecen con los padres, formando grupos de hasta nueve o más miembros, pero los más típicos son de entre tres y cuatro miembros. Sólo hay una pareja de aves reproductoras en cada grupo, y normalmente reproducen una sola cría cada año. Los otros miembros del grupo, llamados ayudantes, por lo general los machos de la temporada de cría anterior, ayuda a incubar los huevos y criar a los polluelos. Las hembras juveniles suelen dejar el grupo antes de la próxima temporada de cría, en busca de grupos de machos solitarios. Los principales depredadores de los nidos son las serpientes ratoneras, aunque las serpientes de maíz también representa una amenaza.

## Distribución y hábitat
Históricamente, la gama de esta especie se ha extendido en el sudeste de Estados Unidos, desde Florida hasta Nueva Jersey y Maryland, hasta el este de Texas y Oklahoma en el oeste, y en el interior hasta Missouri, Kentucky y Tennessee. Hoy en día se estima que existen cerca de 5000 grupos, o 12 500 aves, desde Florida hasta Virginia hasta el sureste de Oklahoma y el este de Texas, que representa alrededor del 1% de la población original. Se han extinguido (o ha sido extirpado), en los estados Nueva Jersey, Maryland y Missouri.

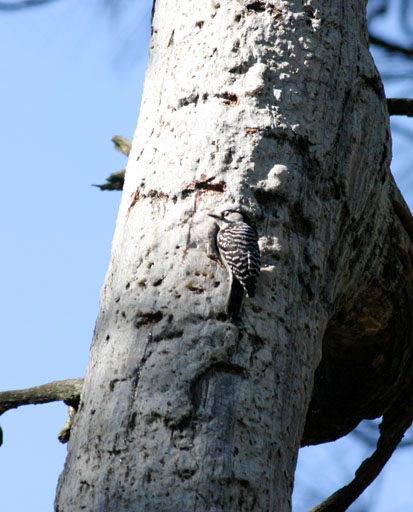
Macho cavando su nido en un pino de hoja larga

La especie hace su hogar en los bosques de pinos maduros. Los pinos de hojas largas (Pinus palustris) son comúnmente sus preferidos, pero también utiliza otras especies de pinos del sur. Mientras que otros pájaros carpinteros taladran árboles muertos donde la madera está podrida y suave, el carpintero de cresta roja es el único que excava exclusivamente en pinos vivos. Los pinos viejos son sus favoritos, a menudo sufren de un hongo llamado podredumbre del corazón que ataca el centro del tronco, haciendo que el interior de madera, el duramen, se suavice.
El agregado de árboles taladrados se llama "clúster" y suele incluir de 1 a 20 o más árboles en un área de 3 a 60 acres (12 000 a 240 000 m²). El clúster medio es de unos 10 acres (40 000 m²). Los árboles cavados que se están utilizando de forma activa tienen varios pozos pequeños de resina que exudan savia. Las aves mantienen la savia fluyendo al parecer como un mecanismo de defensa contra culebras ratoneras y posiblemente de otros depredadores. El territorio típico de un grupo va desde aproximadamente 125 a 200 acres (500 000 a 800 000 m²), pero algunos observadores han informado de territorios que van desde un mínimo de 60 acres (240.000 m²), a un extremo superior de más de 600 hectáreas (2,40 km² ). El tamaño de un territorio en particular se relaciona tanto con la idoneidad del hábitat como de la densidad de la población.
Esta especie juega un papel vital en la intrincada red de vida en los bosques de pinos del sur. Un número de otras aves y pequeños mamíferos utilizan las cavidades excavadas por estas aves, como carboneros, herrerillos, azulejos, y varias especies de pájaros carpinteros, entre ellos el pico pubescente, pico velloso y el carpintero de Carolina. Los carpinteros más grandes, como el pico crestado, o el carpintero escapulario, suelen utilizar los nidos, a veces agrandando el agujero lo suficiente como para permitir que posteriormente sean utilizados por autillos yanquis, patos joyuyo, e incluso por mapaches. Las ardillas voladoras y varias especies de reptiles, anfibios e insectos, principalmente abejas y avispas, también utilizan cavidades hechas por esta especie.